# Nicolás Castro (football)
Pour les articles homonymes, voir Castro et Nicolas Castro.
Nicolás Castro, né le 1er novembre 2000 à Rafaela en Argentine, est un footballeur argentin qui évolue au poste de milieu offensif au Deportivo Toluca.

## Biographie

### Newell's Old Boys
Né à Rafaela en Argentine, Nicolás Castro est formé au 9 de Julio puis au Newell's Old Boys, qu'il rejoint en 2016. C'est avec ce club qu'il signe son premier contrat professionnel, le 2 janvier 2019.
Il joue son premier match le 26 novembre 2019, lors d'une rencontre de championnat face à l'Argentinos Juniors. Il entre en jeu et son équipe s'incline par un but à zéro.
Castro inscrit son premier but en professionnel le 21 mai 2021, à l'occasion d'une rencontre de Copa Sudamericana face aux Chiliens du CD Palestino. Il ouvre le score ce jour-là, et son équipe l'emporte par trois buts à un.

### KRC Genk
Le 18 juillet 2022, Nicolás Castro s'engage en faveur du KRC Genk. Il signe un contrat de cinq ans.

### Elche CF
Le 7 août 2023, Nicolás Castro est prêté par le KRC Genk au Elche CF pour une saison.